# Zbigniew Pietrzyk
Zbigniew Pietrzyk ps. Zbyszek (ur. 1 lutego 1925 w Liśniku, zm. 9 października 1944 w Warszawie) – polski działacz podziemia komunistycznego w czasie II wojny światowej, partyzant Obwodu II Lubelskiego GL/AL, dowódca 4 kompanii 1 Brygady AL im. Ziemi Lubelskiej.

## Życiorys
Zbigniew Pietrzyk urodził się 1 lutego 1925 we wsi Liśnik w okolicy Kraśnika. Latem 1943 w wieku 18 lat wstąpił do oddziału GL im. Bartosza Głowackiego operującego na południu Lubelszczyzny, w którym obsługiwał ręczny karabin maszynowy. Dzięki swoim zasługom już w październiku jako plutonowy stał się zastępcą dowódcy oddziału żandarmerii Feliksa Kozyry Błyskawicy. W lutym 1944 awansowany na podporucznika, po przeniesieniu Błyskawicy na stanowisko dowódcy 1 Brygady AL, Zbyszek objął dowództwo nad jego oddziałem zaś po śmierci poprzednika 14 kwietnia 1944 odziedziczył jego rkm. Pietrzyk miał dostać także oficerski płaszcz Kozyry, który przed nim nosili Antoni Paleń ps. Jastrząb i Władysław Skrzypek ps. Grzybowski jednak Aleksander Szymański ps. Ali zabronił przekazania Zbyszkowi płaszcza rotmistrza ułanów argumentując, że płaszcz przyniesie mu śmierć jak poprzednim właścicielom. Oddział żandarmerii w maju 1944 przekształcił się w 4 kompanię 1 Brygady AL im. Ziemi Lubelskiej (wyodrębniono z niego cześć partyzantów pod dowództwem st. sierż. Krzysztofa Mroza ps. "Krzysiek", którzy stworzyli Oddział Bezpieczeństwa zwany także plutonem żandarmerii Obwodu II AL). Ppor. Zbyszek przeprowadził wiele udanych akcji dywersyjno-bojowych, od czerwca 1944 pracował w sztabie 5 okręgu. Po wyzwoleniu wstąpił do Milicji Obywatelskiej, zginął 9 października 1944 w wyniku uderzenia pocisku artyleryjskiego w dom na ul. Wileńskiej na warszawskiej Pradze. Pośmiertnie awansowany do rangi kapitana.

## Awanse
- plutonowy - jesień 1943
- podporucznik - 10 lutego 1944
- kapitan - 2 listopada 1944 (pośmiertnie)